# TEAM Linhas Aéreas
TEAM Linhas Aéreas (Transportes Especiais Aéreos e Malotes) — региональная авиакомпания Бразилии со штаб-квартирой в Рио-де-Жанейро, осуществляющая регулярные и чартерные пассажирские перевозки между аэропортами внутри страны.
В соответствии с отчётом Национального агентства гражданской авиации Бразилии в 2009 году доля пассажирских перевозок TRIP Linhas Aéreas в стране составила 0,01% на внутренних маршрутах по показателю перевезённых пассажиров на километр дистанции. В ноябре 2010 года данный показатель для внутренних авиаперевозок снизился до менее 0,01 %.

## История
Авиакомпания TEAM Linhas Aéreas была основана в мае 2001 года для осуществления чартерных перевозок по филиалам нефтедобывающих компаний, занимавшихся разработками на нефтяных полях Кампус-Бейсина. В том же году TEAM Linhas Aéreas запустила регулярные рейсы из Рио-де-Жанейро в аэропорты Макаэ и Кампус-дус-Гойтаказис.
В мае 2010 года авиакомпания выбрала чешскую авиастроительную компанию Let Aircraft Industries в качестве долгосрочного партнёра на поставку воздушных судов Let L-410 Turbolet, а также заключила агентский договор на проведение работ по ремонтам и техническому обслуживанию самолётов этой фирмы по всей стране.

## Маршрутная сеть
В июне 2010 года маршрутная сеть регулярных пассажирских перевозок авиакомпании TEAM Linhas Aéreas включала следующие пункты назначения:
- Кампус-дус-Гойтаказис — Аэропорт Кампус-дус-Гойтаказис
- Макаэ — Аэропорт Макаэ
- Рио-де-Жанейро — Аэропорт Сантос-Дюмон хаб
- Витория — Аэропорт имени Эурику ди-Ажияра Саллеса

## Флот
По состоянию на декабрь 2010 года воздушный флот авиакомпании TEAM Linhas Aéreas составляли следующие самолёты:

## Авиапроисшествия и несчастные случаи

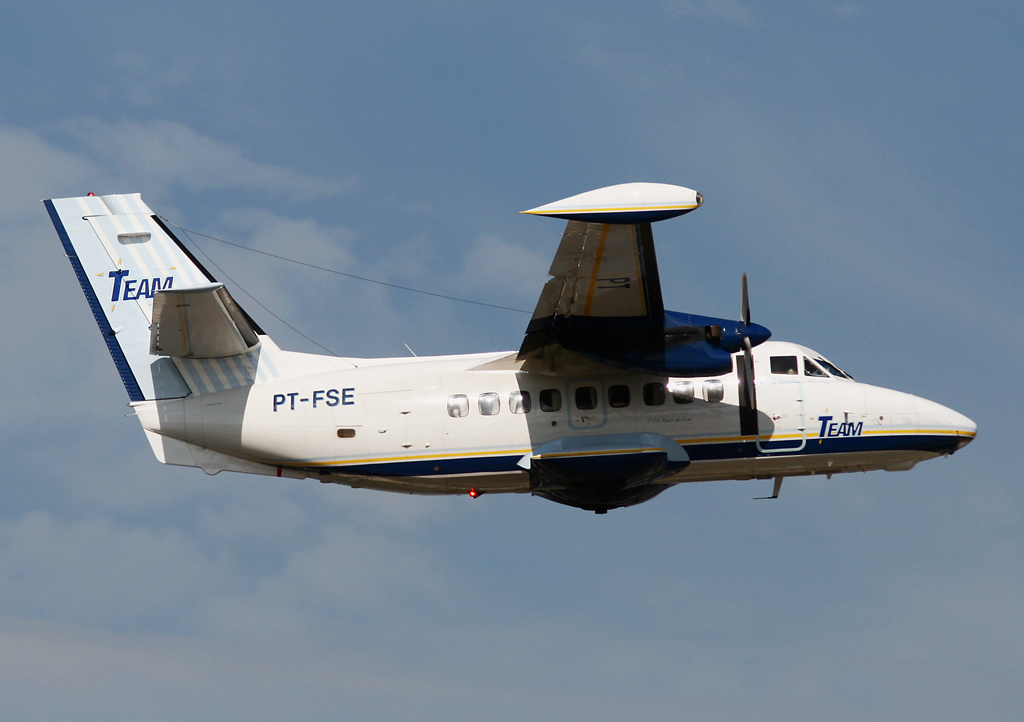
Let L-410 Turbolet UVP-E20 (PT-FSE)

- 31 марта 2006. Самолёт Let L-410 Turbolet UVP-E20 (PT-FSE), следовавший регулярным рейсом 6865 из аэропорта Макаэ в Аэропорт Сантос-Дюмон, потерпел катастрофу над территорией муниципалитета Сакуарема. Погибли все 19 человек, находившиеся на борту лайнера. Точные причины крушения не установлены, предположительно самолёт разбился вследствие плохой погоды.